# Publi Vitel·li el Vell
Publi Vitel·li el Vell (en llatí Publius Vitellius) va ser un cavaller romà, avi de l'emperador Vitel·li que va viure en temps d'August. Formava part de la gens Vitèl·lia, de la qual se'n desconeixen els orígens. Va ser procurator d'August.
Va néixer a Nucèria, però Suetoni no diu en quina de les tres ciutats que portaven el mateix nom. El seu pare era segurament Quint Vitel·li, que va ser qüestor amb August. Va tenir quatre fills: Luci, el pare de l'emperador, cònsol l'any 34, i que va tenir una distingida carrera militar; Publi, que va servir a les ordres de Germànic Cèsar a Germània, i a la mort de Sejà va ser empresonat; Aule, cònsol sufecte l'any 32, que va morir en el càrrec; Quint, un senador a qui Tiberi va separar del seu càrrec.